# شهرستان برانتلی
شهرستان برانتلی (به انگلیسی: Brantley County) یک شهرستان‌های جورجیا در ایالات متحده آمریکا است که در جورجیا واقع شده‌است. شهرستان برانتلی ۱٬۱۵۷٫۷۳ کیلومتر مربع مساحت دارد.